# St.-Johannes-Kirche (Reichenbach/O.L.)

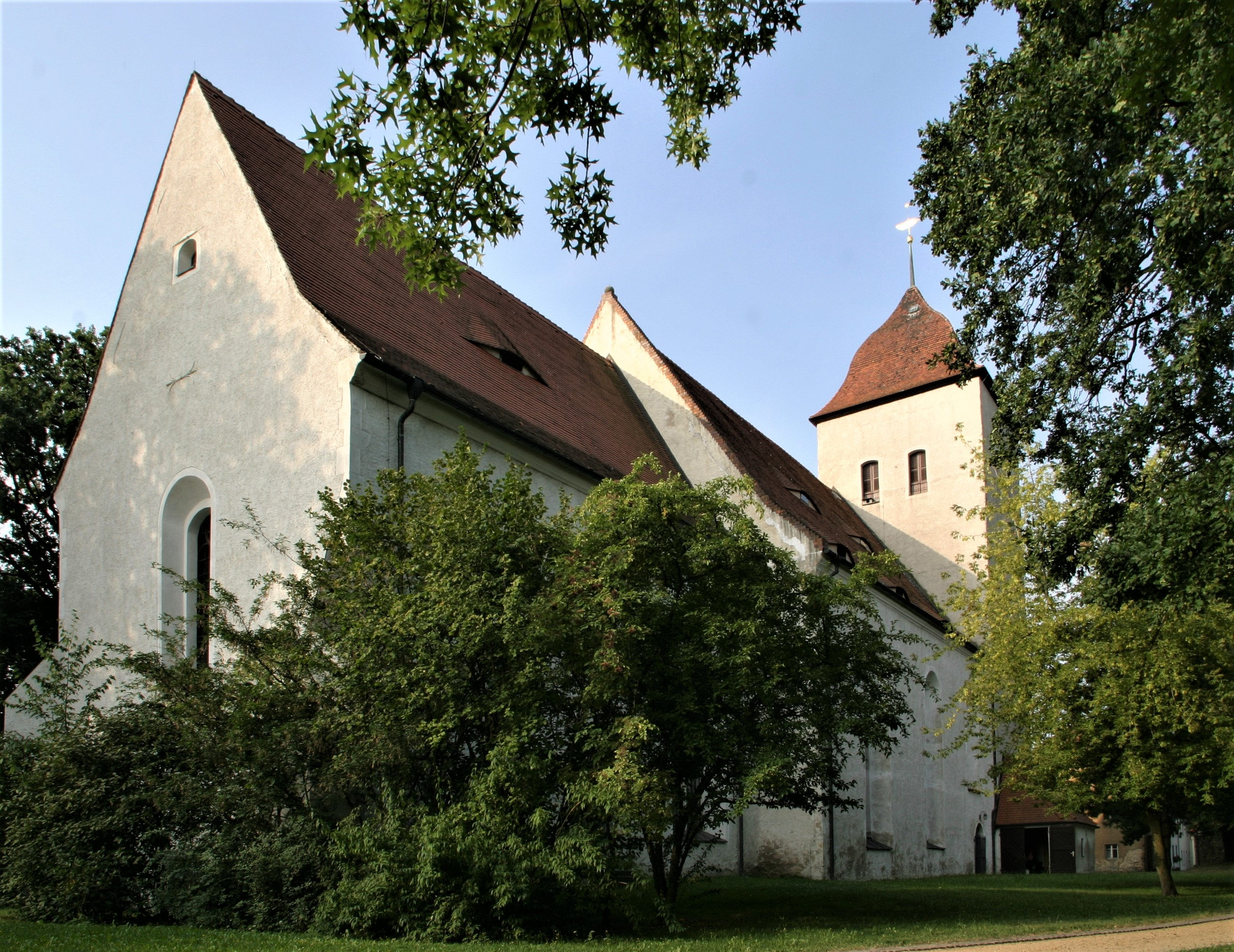
St.-Johannes-Kirche von der Nordostseite

Die St.-Johannes-Kirche ist eine Kirche in der Stadt Reichenbach/O.L. im Landkreis Görlitz in Sachsen. Sie gehört zur evangelischen Kirchengemeinde Meuselwitz-Reichenbach/OL, die Teil des Kirchenkreises Schlesische Oberlausitz der Evangelischen Kirche Berlin-Brandenburg-Schlesische Oberlausitz (EKBO) ist.  Die Kirche ist nach dem Evangelisten Johannes benannt.
Die ursprünglich gotische Kirche bildet mit ihrem 46 Meter hohen Kirchturm das markanteste Gebäude der Stadt Reichenbach und mitsamt Kirchplatz ihren Mittelpunkt.

## Geschichte
Die St.-Johannes-Kirche stammt in ihrer ältesten Form aus dem frühen 13. Jahrhundert und wurde mit der Stadtgründung Reichenbachs als Erzpriesterstuhl des Bistums Meißen als Stadtkirche eingerichtet. Teile der Grundmauern und einige Putze sind bis heute als Zeugen aus dieser Zeit erhalten. Der ursprüngliche Kirchenbereich war eine Wehranlage mit Wehrmauer und einer zumindest teilbefestigten Kirche inmitten einer ansonsten nicht geschützten Stadt. Der Kirchturm war zum Burgfried (starker Wehrturm) ausgebaut, in dem die Bevölkerung bei Gefahr Zuflucht suchen konnte.
Die Stadt Reichenbach/O.L. liegt an der Via Regia, einer alten Handels- und Verkehrsader und heutige Kulturstraße Europas. Auf ihr zogen Heere immer wieder durch die Stadt und brachten neben Plünderungen, Brandschatzungen und Rekrutierungen auch Kriegshandlungen mit sich. In diesen Momenten war die Kirche eine wichtige letzte Sicherheit. So ist überliefert, dass im Dezember 1430 die Hussiten von Böhmen heraufzogen und Reichenbach überfielen. Die Bevölkerung nahm mit ihrer Habe Zuflucht hinter der Kirchhofmauer und, als diese überrannt wurde, im Turm der Kirche. Nur das Gerücht einer anrückenden Entsatzarmee des Landvogts aus Löbau vertrieb die Feinde. Zurück blieben eine gebrandschatzte Stadt und deren traumatisierte Bevölkerung.

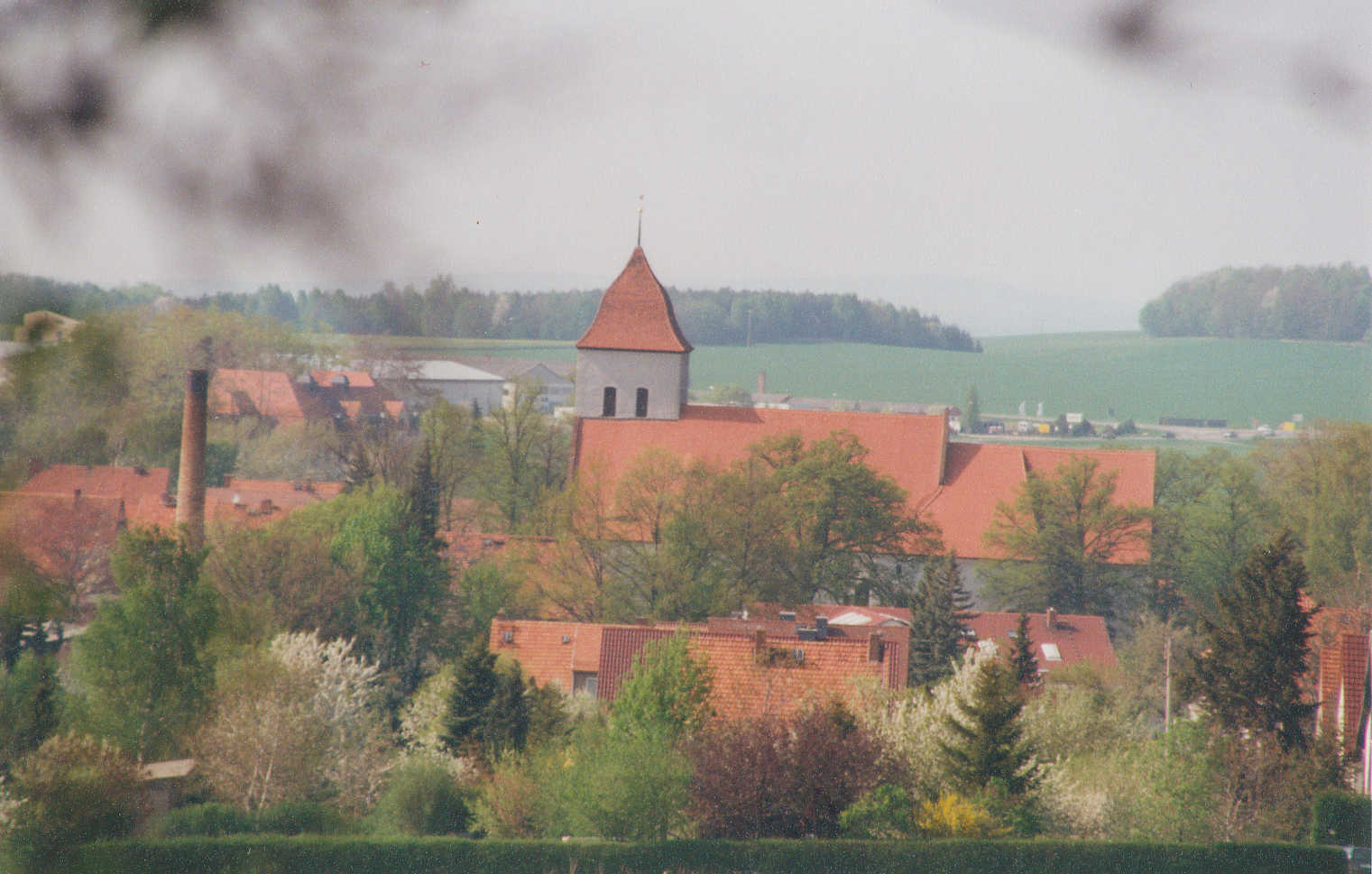
Foto vom Süden auf die St.-Johannes-Kirche

Am 11. September 1670 erlebt Reichenbach seinen „schwarzen Tag“. Die Stadt samt St.-Johannes-Kirche brannte nieder. Die spätgotische zweischiffige Kirche wurde innerhalb von vier Jahren durch Georg Ernst v. Gersdorff und seiner Frau Sofia Tugendreich, geb. v. Sander, wieder aufgebaut und mit allen wesentlichen Einrichtungsstücken versehen, die größtenteils bis auf den heutigen Tag erhalten ist. Im Stil des Barock bzw. Frühbarock wurde sie einheitlich eingerichtet, hat aber altersbedingt romanische Reste aus dem 12. Jahrhundert. Im Jahr 1685 erhielt sie ihren Taufstein, eine Kanzel und einen Altar, sowie eine künstlerisch einheitliche Fassung. Diese ist größtenteils bis heute in sehr gutem Zustand erhalten.
Ab 1888 wurde die Kirche umfassend saniert, im Zuge dessen wurde die Empore zweigeschossig umgebaut. 1986 begann eine umfassende Außensanierung, dann ab 1992 die Innensanierung der Kirche.

## Architektur
Die Kirche ist ein verputzter Bau aus Bruchsteinmauerwerk mit angeputzter Eckquaderung. Das Kirchenschiff unter einem Satteldach hat hohe flachbogige Fenster. Im Osten befindet sich der eingezogene, flach abgeschlossene Altarraum, der mit Strebepfeilern an den Gebäudeecken gegliedert ist. Südlich des Altarraums ist die Sakristei angebaut. Der Turm ist auf die Westwand aufgesetzt und schließt mit einer Schweifhaube ab, 1756 wurde der Turm nachträglich erhöht.

## Inneneinrichtung

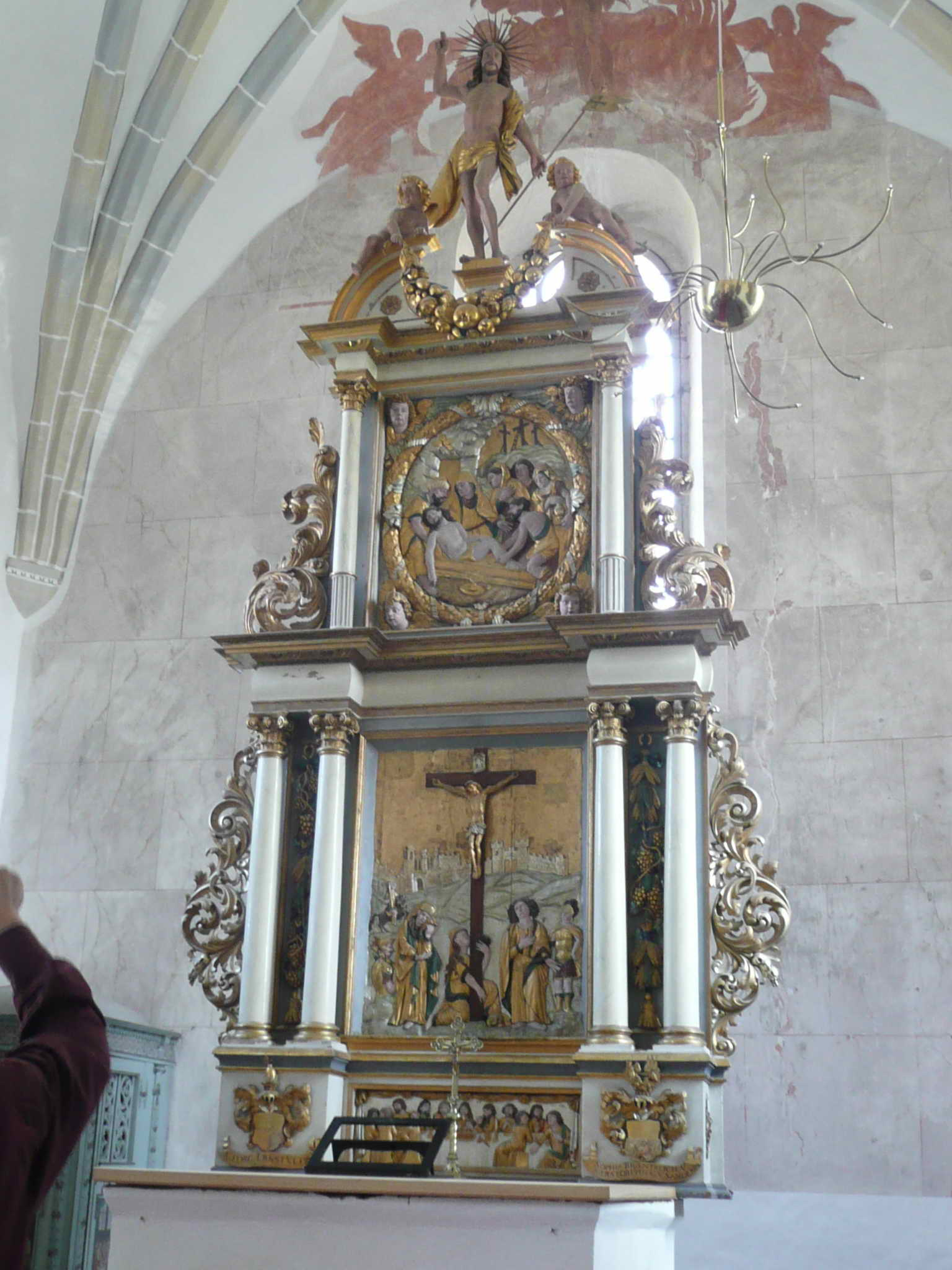
Der barocke Altar aus dem Jahr 1674

Ihre Bedeutung erhält sie durch die stileinheitliche Innenausstattung aus dem Frühbarock mit biblischen Bilderreihen und emblematischen und aus der Frömmigkeitsliteratur des 17. Jahrhunderts stammenden Darstellungen samt ihrer großflächigen Wandmalereien im Chorraum. Die Ausstattung weist viele Bezüge zur Stadtgeschichte auf und ist gut erhalten.

### Einrichtungsgegenstände
Das älteste Ausstattungsstück ist der von 1682 stammende Taufstein, der noch heute zu sehen ist. Der Altar ist als Hochaltar in der klassischen Vierteilung aufgebaut. In der Predella findet sich die Darstellung des letzten Abendmahls (Gründonnerstag), im Hauptbild die Kreuzigung (Karfreitag), darüber ein Relief der Grablegung Christi (Karsamstag) und als Bekrönung eine Skulptur des auferstandenen Christus (Ostern). Weitere Gegenstände in der Kirche: Beichtstuhl, Ratsherrengestühl, Patronatsloge, Grabplatten vier Epitaphe, die in den Jahren 1713–1743 angebracht wurden.
Die Orgel ist ein Werk von Friedrich Ladegast aus dem Jahr 1865 mit 17 Registern auf zwei Manualen und Pedal.